# Sint-Martinuskerk (Oestrich)
De katholieke Sint-Martinuskerk (Duits: Sankt Martinskirche) is een laatgotische, drieschepige hallenkerk in Oestrich, een Stadtteil van Oestrich-Winkel (Hessen). In de meest oorspronkelijke delen is het de oudste kerk in de Rheingau.

## Geschiedenis
De Sint-Martinuskerk werd over een oudere (romaanse) kerk gebouwd. Onder de nog bestaande romaanse weertoren ligt aan het einde van een historische trap de crypte, waar nog resten van een godshuis uit de Salische periode te vinden zijn.
Met de bouw van de huidige kerk werd in het jaar 1508 begonnen. Tijdens de Dertigjarige Oorlog werd de kerk omstreeks 1634 door de Zweedse troepen in brand gestoken. Na de Westfaalse Vrede van 1648 herbouwde men de kerk in vereenvoudigde vorm, zonder herstel van de gewelven.
Het uiterlijk van de actuele bouw dateert voor een belangrijk deel van 1893-1894, toen de kerk een omvangrijke restauratie onderging. De kerk kreeg stergewelven en de barokke galerij werd door een neogotische vervangen. Tevens werd de sacristie vergroot en werden twee kapellen aangebouwd.

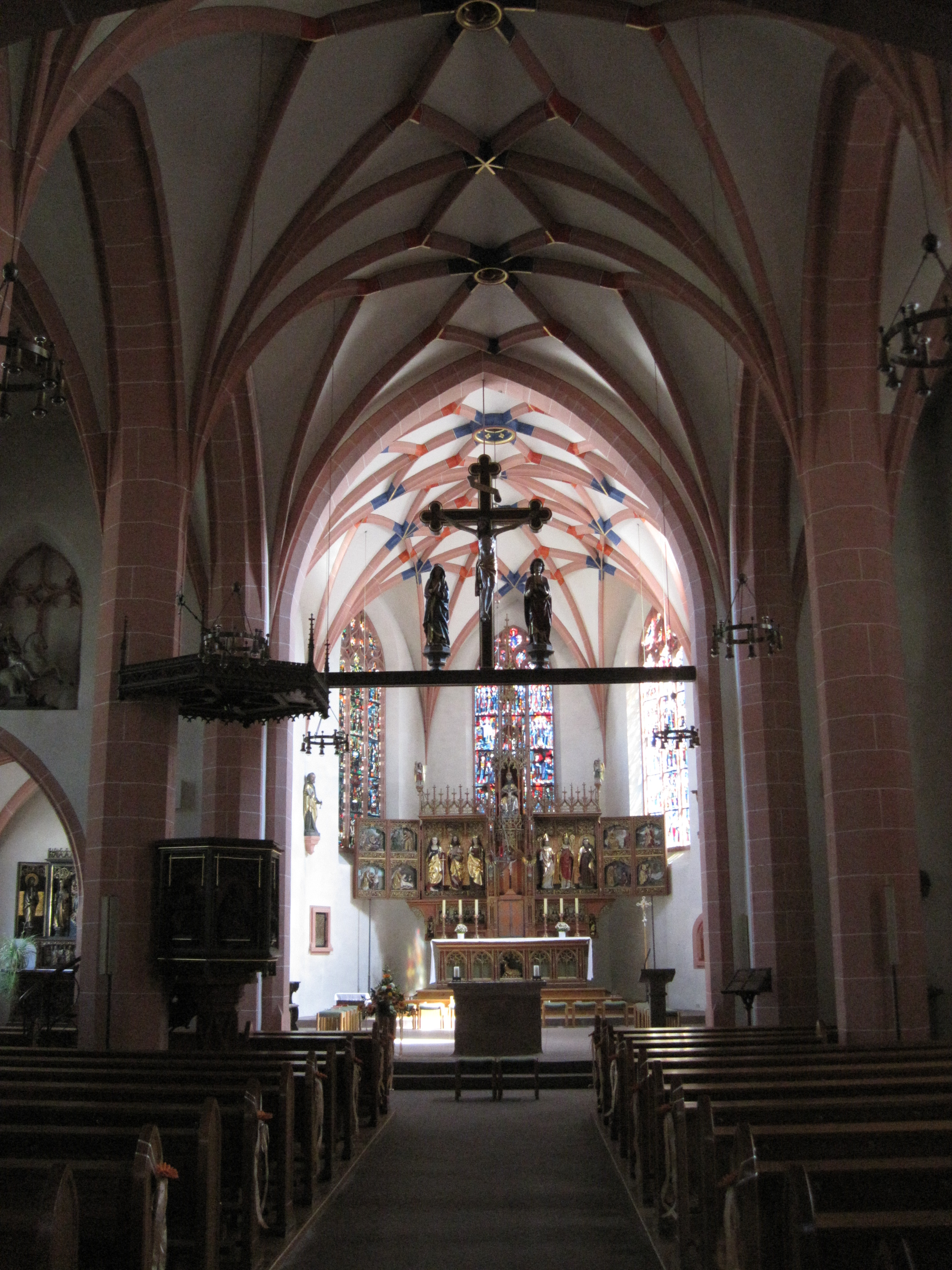
Interieur

## Inrichting
- Het hoofdaltaar dateert uit de 19e eeuw. Maar vijf van de zes grote beelden zijn ouder en stammen uit de gotische bouwfase (Sint-Barbara, Sint-Jan, Sint-Catharina, Sint-Gregorius en Sint-Bonifatius). Het zesde beeld van Sint-Benedictus is daarentegen neogotisch. Onder de heiligenbeelden staan beelden van de apostelen. Boven het tabernakel bevindt zich een voorstelling van de Drievuldigheid.
- In de triomfboog tussen schip en koor bevindt zich een kruisigingsgroep uit het begin van de 16e eeuw.
- Het waardevolste kunstwerk van de kerk is waarschijnlijk de 14e-eeuwse Man van Smarten.
- In een nis bevindt zich een Heilig Graf uit 1440 van zandsteen met een voorstelling van het lichaam van Christus en de drie Maria's, daaronder drie slapende wachters.
- Het Maria-altaar in de kapel van de Moeder Gods werd in de 19e eeuw sterk gerestaureerd maar dateert uit 1500 en komt oorspronkelijk uit de dorpskerk van Gernewitz (Thüringen). De twee medaillonramen met op het ene Martinus te paard die de bedelaar de helft van zijn mantel schenkt en op het andere het wapen van Oestrich stammen eveneens uit 1500.
- Het barokke Anna-altaar in het rechter zijschip is vroeg-18e-eeuws.
- De biechtstoel uit de 18e eeuw en een zonnemonstrans kwamen na de secularisatie uit het klooster van Eberbach.
- De gebrandschilderde ramen zijn in de jaren 60 en 70 van de 20e eeuw aangebracht en zijn werken van Gustl Stein uit Mainz[1].